# Сачувај последњи плес 2
Сачувај последњи плес 2 (енгл. Save the Last Dance 2) амерички је тинејџерски филм из 2006. године у режији Дејвида Петрарке. Главне улоге тумаче Изабела Мико и Коламбус Шорт. Наставак је филма Сачувај последњи плес из 2001. године, али са измењеном глумачком поставом.
Приказан је 10. октобра 2006. године. Као и свој претходник, добио је помешане рецензије критичара, али и знатно слабије оцене од њега.

## Радња
Сара целог живота иде на часове балета и сања о томе да испуни сан своје мајке и постане примабалерина. Зато уписује престижну Школу Џулијард и спријатељује се са цимерима Зои и Мајлсом, које воде курс хип-хоп плеса. Сара има часове код чувене Моник Делакроа, строге професорке чији рад изузетно поштује. Моник захтева потпуну преданост, дисциплину и много труда.
Када Мајлс, који је композитор, позове Сару да му помогне да напише композицију за једну кореографију, Сара је одушевљена хип-хопом, али и Мајлсом. Међутим, Сара добија улогу Жизел за наступ на једном важном догађају, она ће бити растрзана између техника класичног балета и слободе покрета коју нуди Мајлсова музика.

## Улоге
| Глумац        | Улога          |
| ------------- | -------------- |
| Изабела Мико  | Сара Џонсон    |
| Коламбус Шорт | Мајлс Султана  |
| Џеклин Бисет  | Моник Делакроа |
| Марија Брукс  | Катрина        |
| Обри Долар    | Зои            |
| Ијан Бренан   | Франц          |
| Тре Армстронг | Кенди          |
| Шона Макена   | Симон Алдаир   |
|               | Микс           |